# Nauru Television
Nauru Televisión (NTV) es la única empresa de televisión estatal, sin ánimo de lucro, en la República de Nauru. Fue establecida el 31 de mayo de 1991, es operada por el Servicio de Radiodifusión de Nauru (en inglés y oficialmente: Nauru Broadcasting Service) y supervisada por la Oficina medios de comunicación de Nauru (Nauru Media Bureau).
Nauru televisión realiza emisiones televisivas las 24 horas del día, desde las 5 horas al día con las que comenzó cuando fue lanzado por primera vez. Opera en señal abierta a nivel nacional y por cable en algunos países de la región
Los planes originales del cobro de una tasa o contribución por hogar se han caído, y NTV es actualmente un proyecto financiado por el gobierno de ese país.
La política general aplicada por la NTV desde su lanzamiento hasta el presente es la de una programación que refleje y promueva espacios culturales, educativos, comunitarios y de interés social en Nauru, y teniendo un equilibrio con todo tipo de programas (noticias, actualidad, documentales, deportes, adultos, comedia, infantiles, teatro, salud, educación, etc). Las noticias locales e internacionales son cubiertas, junto con los principales deportes locales y eventos sociales.
Para la década de 2000, NTV exclusivamente difundía contenidos proporcionados por la Australian Broadcasting Corporation, debido a la grave situación económica del país y la falta de equipos adecuados. Sus capacidades se han ampliado posteriormente con la ayuda económica de Australia. En 2002, la UNESCO informó que la NTV solo tenía un único programa de producción local, que es un popular boletín diario de noticias de media hora producido por personal de NTV en el formato S-VHS.
Nauru Television emite tanto en el idioma nativo local conocido como nauruano, como en el idioma inglés.
Desde 2019 está disponible a través del Cable en Vanuatu, Fiyi, Islas Salomón, Nueva Guinea y Samoa Occidental.